# Comuna Bilokrînîțea, Kremeneț
Bilokrînîțea (în ucraineană Білокриниця) este o comună în raionul Kremeneț, regiunea Ternopil, Ucraina, formată din satele Andruha, Bilokrînîțea (reședința), Lișnea și Veselivka.

## Demografie
Componența lingvistică a comunei Bilokrînîțea
     Ucraineană (98,88%)
     Alte limbi (1,09%)
Conform recensământului din 2001, majoritatea populației comunei Bilokrînîțea era vorbitoare de ucraineană (98,88%), existând în minoritate și vorbitori de alte limbi.